# Notogomphus moorei
Notogomphus moorei – gatunek ważki z rodziny gadziogłówkowatych (Gomphidae).